# Championnat du Japon de sport-prototypes
Le Championnat du Japon de sport-prototypes, de son vrai nom All Japan Sports Prototype Championship ou JSPC, est un ancien championnat d'endurance automobile organisé de 1983 à 1992. Les courses avaient lieu exclusivement au Japon, surtout sur les circuits de Fuji et de Suzuka.

## Palmarès

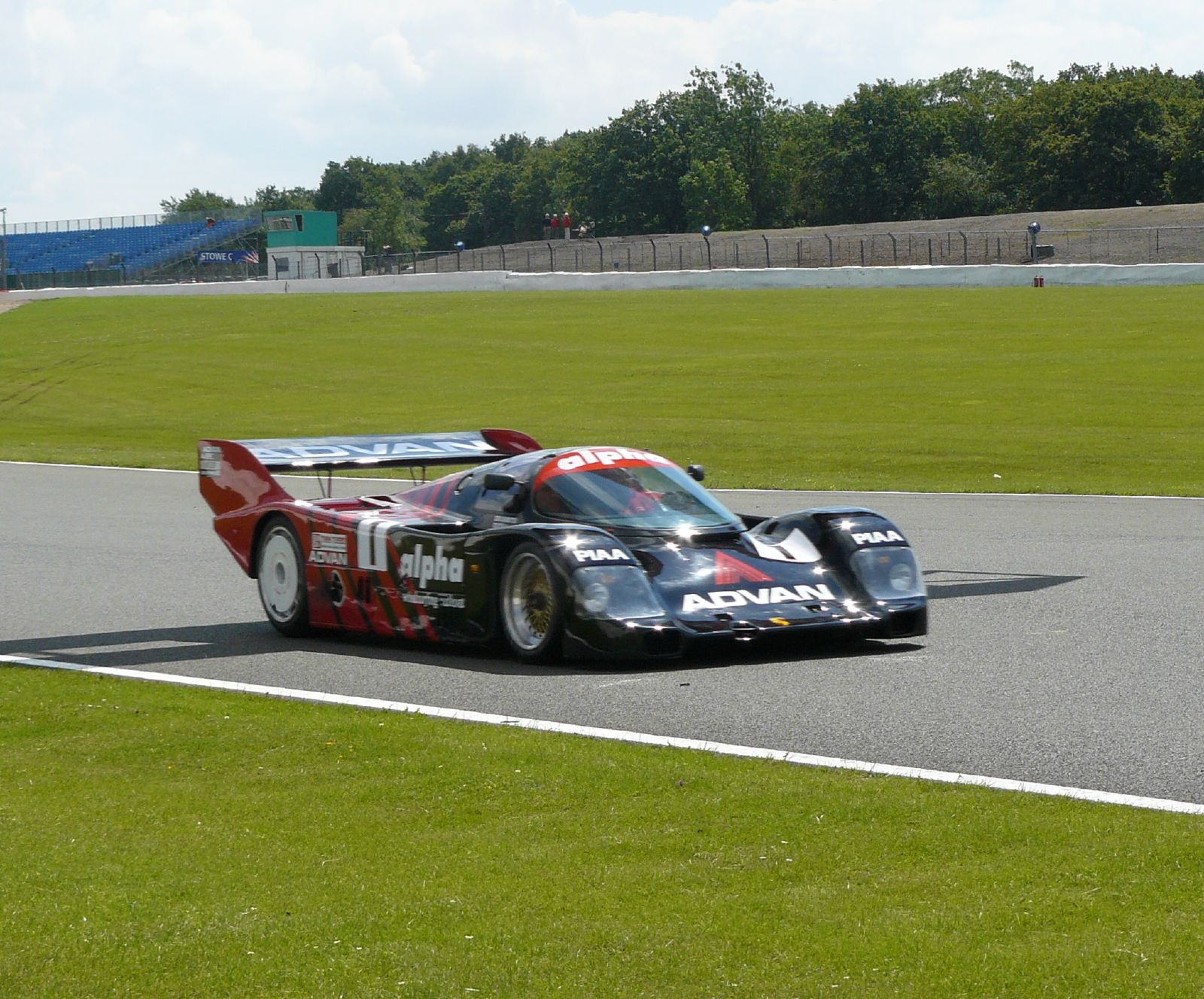
La Yokohama Advan Porsche 962C qui remporte trois fois le titre

| 1983 | Naohiro Fujita Vern Schuppan        | Porsche   |                   |           |
| 1984 | Naoki Nagasaka Keiichi Suzuki       | Lotec-BMW |                   |           |
| 1985 | Kunimitsu Takahashi Kenji Takahashi | Porsche   |                   |           |
| 1986 | Kunimitsu Takahashi Kenji Takahashi | Porsche   |                   |           |
| 1987 | Kunimitsu Takahashi Kenny Acheson   | Porsche   |                   |           |
| 1988 | Hideki Okada Stanley Dickens        | Porsche   |                   |           |
| 1989 | Kunimitsu Takahashi Stanley Dickens | Porsche   |                   |           |
| 1990 | Masahiro Hasemi Anders Olofsson     | Nissan    |                   |           |
| 1991 | Kazuyoshi Hoshino Toshio Suzuki     | Nissan    |                   |           |
|      | Classe C                            | Classe C  | Classe C1         | Classe C1 |
| 1992 | Geoff Lees Jan Lammers              | Toyota    | Kazuyoshi Hoshino | Nissan    |